# Jatropha aspleniifolia
Jatropha aspleniifolia är en törelväxtart som beskrevs av Ferdinand Albin Pax. Jatropha aspleniifolia ingår i släktet Jatropha och familjen törelväxter. Inga underarter finns listade i Catalogue of Life.